# Dorothea von Anhalt-Zerbst

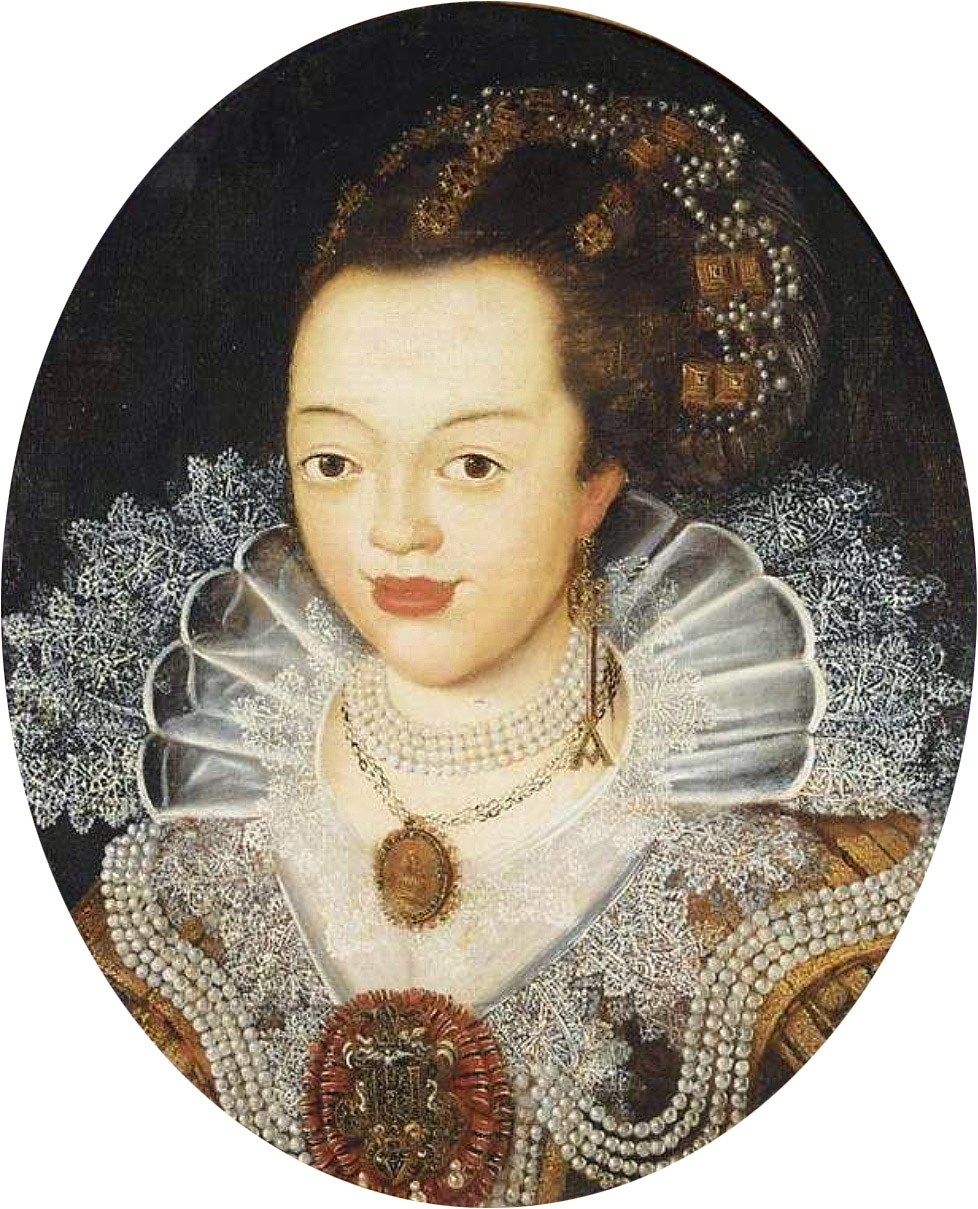
Dorothea von Anhalt-Zerbst, Herzogin von Braunschweig-Wolfenbüttel

Dorothea von Anhalt-Zerbst (* 25. September 1607 in Zerbst; † 26. September 1634 in Hitzacker) aus der Dynastie der Askanier war eine Prinzessin von Anhalt-Zerbst und durch Heirat Herzogin zu Braunschweig und Lüneburg und Fürstin von Braunschweig-Wolfenbüttel.

## Leben
Dorothea war eine Tochter des Fürsten Rudolf von Anhalt-Zerbst (1576–1621) aus dessen erster Ehe mit Dorothea Hedwig (1587–1609), Tochter des Herzogs Heinrich Julius von Braunschweig-Wolfenbüttel.
Am 26. Oktober 1623 wurde sie in Zerbst die zweite Ehefrau des Herzogs August den Jüngeren von Braunschweig-Wolfenbüttel (1579–1666). Augusts erste Ehe war, gleich die seines Bruders Julius Ernst, kinderlos geblieben. Durch die Geburt ihrer Söhne wurde Dorothea damit zur Stammmutter des 1884 erloschenen „Neuen Hauses Braunschweig“. Das Stammbuch der Herzogin von 1617 ist in der Herzog August Bibliothek in Wolfenbüttel erhalten.

## Nachkommen
Aus ihrer Ehe hatte Dorothea folgende Kinder:
- Heinrich August (1625–1627)
- Rudolf August (1627–1704), Herzog zu Braunschweig-Lüneburg und Fürst von Braunschweig-Wolfenbüttel

⚭ 1. 1650 Gräfin Christiane Elisabeth von Barby (1634–1681)
⚭ 2. 1681 Rosine Elisabeth Menthe (1663–1701)
- Sibylle Ursula (1629–1671)

⚭ 1663 Herzog Christian von Schleswig-Holstein-Glücksburg (1627–1698)
- Klara Auguste (1632–1700)

⚭ 1653  Herzog Friedrich von Württemberg-Neuenstadt (1615–1682)
- Anton Ulrich (1633–1714), Herzog von Braunschweig-Wolfenbüttel

⚭ 1656 Prinzessin Elisabeth Juliane von Schleswig-Holstein-Norburg (1634–1704)